# Willie Clemons
Willie Minkah Ajani Clemons (Paget, 24 de septiembre de 1994) es un futbolista profesional bermudeño que juega como mediocampista en el Felixstowe & Walton United F. C. de la Isthmian League de Inglaterra. Es internacional con la selección de Bermudas.

## Clubes
Clemons hizo su debut internacional contra República Dominicana en junio de 2016.
El 2 de enero de 2020, Willie Clemons se unió a Dalkurd FF.

## Selección nacional

### Goles internacionales
| N.º | Fecha                 | Sede                                                                | Adversario | Gol  | Resultado | Competencia                         |
| --- | --------------------- | ------------------------------------------------------------------- | ---------- | ---- | --------- | ----------------------------------- |
| 1.  | 8 de junio de 2017    | Progress Park, San Andrés, Granada                                  | Granada    | 2 –1 | 2–2       | Amistoso                            |
| 2.  | 28 de octubre de 2017 | Estadio Nacional de las Bermudas, Hamilton, Bermudas                | Barbados   | 1 –0 | 2–3       | Amistoso                            |
| 3.  | 11 de junio de 2022   | Estadio Olímpico Félix Sánchez, Santo Domingo, República Dominicana | Montserrat | 1 –1 | 2–3       | 2022-23 CONCACAF Liga de Naciones B |